# Cupa României 1975/76
Der Cupa României in der Saison 1975/76 war das 38. Turnier um den rumänischen Fußballpokal. Sieger wurde zum zwölften Mal Steaua Bukarest, das sich im Finale am 30. Juni 1976 gegen Zweitligist CSU Galați durchsetzen konnte. Da Steaua in der Saison 1975/76 auch die Meisterschaft gewonnen hatte, qualifizierte sich CSU Galați für den Europapokal der Pokalsieger. Titelverteidiger Rapid Bukarest war im Viertelfinale gegen den neuen Titelträger ausgeschieden.

## Modus
Die Klubs der Divizia A stiegen erst in der Runde der letzten 32 Mannschaften ein. Ab dem Achtelfinale wurden alle Spiele – abgesehen vom Finale, das traditionell in Bukarest stattfand – auf neutralem Platz ausgetragen. Es wurde jeweils nur eine Partie ausgetragen. Stand diese nach 90 Minuten unentschieden, folgte eine Verlängerung von 30 Minuten. Falls danach noch immer keine Entscheidung gefallen war, wurde diese im Elfmeterschießen herbeigeführt.

## Sechzehntelfinale
| Datum            |                           | Ergebnis              |                       |
| ---------------- | ------------------------- | --------------------- | --------------------- |
| 28. Februar 1976 | FIL Orăștie               | 0:0 n. V. (4:3 i. E.) | Metalul Turnu Severin |
| 29. Februar 1976 | Letea Bacău               | 3:1                   | Tractorul Brașov      |
|                  | SC Bacău                  | 1:2                   | UTA Arad              |
|                  | Progresul Bukarest        | 0:0 n. V. (4:2 i. E.) | FCM Reșița            |
|                  | Rapid Bukarest            | 0:0 n. V. (5:3 i. E.) | Politehnica Iași      |
|                  | Gloria Buzău              | 1:1 n. V. (4:5 i. E.) | FC Bihor Oradea       |
|                  | ASA Câmpulung Moldovenesc | 1:2 n. V.             | Universitatea Cluj    |
|                  | CSU Galați                | 1:0                   | CFR Cluj              |
|                  | Energia Onești            | 0:2                   | FC Argeș Pitești      |
|                  | Dierna Orșova             | 1:2                   | FC Baia Mare          |
|                  | Dacia Pitești             | 0:4                   | Jiul Petroșani        |
|                  | Olimpia Satu Mare         | 1:4                   | Steaua Bukarest       |
|                  | Șoimii Sibiu              | 1:3                   | Universitatea Craiova |
|                  | Politehnica Timișoara     | 1:0                   | FC Constanța          |
|                  | AS Armata Târgu Mureș     | 4:2                   | Dinamo Bukarest       |
| 23. März 1976    | Minerul Turț              | 1:8                   | Sportul Studențesc    |

## Achtelfinale
| Datum         |                       | Ergebnis              |                       | Ort            |
| ------------- | --------------------- | --------------------- | --------------------- | -------------- |
| 16. Juni 1976 | Rapid Bukarest        | 1:0 n. V.             | Progresul Bukarest    | Bukarest       |
|               | CSU Galați            | 1:0                   | Jiul Petroșani        | Câmpina        |
|               | Sportul Studențesc    | 3:1                   | Politehnica Timișoara | Craiova        |
|               | Steaua Bukarest       | 8:1                   | FIL Orăștie           | Deva           |
|               | FC Argeș Pitești      | 4:3 n. V.             | FC Baia Mare          | Râmnicu Vâlcea |
|               | AS Armata Târgu Mureș | 0:0 n. V. (3:0 i. E.) | Universitatea Cluj    | Sibiu          |
|               | FC Bihor Oradea       | 3:0                   | Letea Bacău           | Târgu Mureș    |
|               | Universitatea Craiova | 3:2 n. V.             | UTA Arad              | Timișoara      |

## Viertelfinale
| Datum         |                       | Ergebnis |                       | Ort         |
| ------------- | --------------------- | -------- | --------------------- | ----------- |
| 23. Juni 1976 | Steaua Bukarest       | 2:0      | Rapid Bukarest        | Bukarest    |
|               | Universitatea Craiova | 2:1      | Sportul Studențesc    | Pitești     |
|               | CSU Galați            | 2:0      | AS Armata Târgu Mureș | Ploiești    |
|               | FC Bihor Oradea       | 1:0      | FC Argeș Pitești      | Târgu Mureș |

## Halbfinale
| Datum         |                 | Ergebnis |                       | Ort         |
| ------------- | --------------- | -------- | --------------------- | ----------- |
| 27. Juni 1976 | CSU Galați      | 1:0      | Universitatea Craiova | Ploiești    |
|               | Steaua Bukarest | 4:2      | FC Bihor Oradea       | Târgu Mureș |

## Finale
| Paarung         | Steaua Bukarest – CSU Galați |
| Ergebnis        | 1:0 (0:0) |
| Datum           | 30. Juni 1976 |
| Stadion         | Stadionul 23 August, Bukarest |
| Zuschauer       | 50.000 |
| Schiedsrichter  | Nicolae Petriceanu (Bukarest) |
| Tore            | 1:0 Anghel Iordănescu (75.) |
| Steaua Bukarest | Vasile Iordache, Teodor Anghelini, Mario Agiu, Ștefan Sameș, Iosif Vigu, Ion Ion, Ion Dumitru, Anghel Iordănescu, Radu Troi (63. Constantin Zamfir), Marcel Răducanu, Viorel Năstase Cheftrainer: Emerich Jenei |
| CSU Galați      | Gheorghe Tănase, Pasquale, Mihai Olteanu, Marta, Șarpe, Păunescu (86. Ene), Mihail Bejenaru, Georgescu (71. Teodor Cotigă), Valentin Kramer, Petre Marinescu, Dobre Cheftrainer: Ion Zaharia                    |